# سیارک ۱۱۲۲۵
سیارک ۱۱۲۲۵ (به انگلیسی: 11225 Borden، نامگذاری:1999JD36) یازده هزار و دویست و بیست و پنجمین سیارک کشف شده‌است که در ۱۰ مه ۱۹۹۹ کشف شد.
قدر مطلق سیارک برابر ۱۴.۸ است.